# 滝沢清人
滝沢 清人（たきざわ きよと、1926年 - ）は、日本の社会心理学者。

## 来歴
1952年早稲田大学文学部心理学科卒、女子美術大学教授、自治医科大学教授を歴任。

## 著書
- 『現代心理学入門』福村出版 1967
- 『女の謎男の謎 ためになる深層心理56項』日本経済通信社 1974
- 『出世する人ほどストレスが強い ノイローゼ・ストレス解消法』日本経済通信社 NKTビジネス 1981
- 『深層心理テスト 目にみえない心を読む』創拓社 バクの本 1982
- 『不安イライラは自分で治せる』日本経済通信社 NKTビジネス 1982
- 『ストレッサー・コントロール 現代人の自分づくり』創拓社 バクの本 1984
- 『自分を見直す心理テスト 本当の自分が見えてくる本 自分でも気づかない本当の自分がわかる楽しさ面白さ』青年書館 コツがわかるコツの本　1989 
  - 『本当の自分が見えてくる 自分を見直す深層心理テスト集』改訂版.1991
- 『夢分析 心の扉をノックする 初級編』二期出版 1992
- 『自分の本質がわかる心理学 人間性の謎を解く深層心理テスト』青年書館 1995

### 共編著
- 『教育のための心理学』共著 福村出版 1970
- 『カウンセリング入門』堀淑昭,中沢次郎共編 芸林書房 1971
- 『子どもの心と社会 児童社会心理学の展開』編 芸林書房 1971
- 『現代人の病理 第3巻　家族の臨床社会心理学』相場均,南博共編 誠信書房 1973

### 翻訳
- M.ルッシャー『ルッシャー博士のカラーテスト あなたの心理・性格を8枚のカードが診断する』かんき出版 かんきブックス 1980
  - 『カラー8色で心が読める あなたの潜在的な願望と不安を分析』1982

## 論文
- 「現代文化と日本人の異常性」『現代人の病理 1. 文化の臨床社会心理学』誠心書房 (1972)
- 「断絶の現象学」『現代人の病理 3. 家族の臨床社会心理学』誠心書房 (1972)
- 「エロスと日本社会」『現代人の病理 4. エロスの臨床社会心理学』誠心書房 (1974)
- 「精神の異常性からみた心」『脳と心を考える』(1980)